# 赤瀾会
赤瀾会（せきらんかい、英: The Red Wave Society）は、日本で初の社会主義婦人団体。
「赤瀾」とは赤い波（さざなみ）を意味し、社会主義運動の流れに小さなさざなみ程度は起こせるのではないかということでつけられた。一部のインテリ女性による運動ではなく、労働者階級の女性にも呼びかけをしたのが特徴。さざなみどころか、戦前の日本においての社会主義運動と女性解放運動に大きなうねりを呼び起こす役割を担った。前身は、時計工組合とアナキスト系の思想家グループ北風会の人々が集まって作った自主的な研究グループ、北郊自主会。

## 赤瀾会の歴史

### 結成
1921年4月24日、結成。綱領で「私達は私達の兄弟姉妹を窮乏と無智と隷属とに沈淪せしめたる一切の圧制に対して断乎として宣戦を布告するものであります」と宣言した。設立世話人は、九津見房子（30歳）・秋月静枝（年齢不詳）・橋浦はる子（22歳）・堺真柄（18歳）の4人で、顧問格として山川菊栄（30歳）と伊藤野枝（26歳）が加わった（年齢は結成当時）。

### 参加者
参加者はほとんどが男性の社会主義者を身内にもつ女性で、設立当初は社会主義同盟員の家族を中心に42名だが大部分は名簿上の会員で、実働は十数名と言われている。会の発足は、治安警察法第5条第1項（女子の政治結社加入禁止）の規定で、前年に発足した社会主義同盟に女性が参加できなかったためである。

#### 中心的人物
- 秋月静枝（五月会と暁民会所属のアナキスト・中名生<なかのみょう>幸力の妻） - 世話人
- 伊藤野枝（大杉栄の妻） - 顧問格
- 岩佐しげ（岩佐作太郎の妻）
- 北川千代（江口渙の妻、のちに童話作家となる） - 会計
- 九津見房子（労働運動社の社員） - 世話人
- 高津多代子（暁民会所属の高津正道の妻）
- 堺為子（堺利彦の妻）
- 堺真柄（堺利彦の娘） - 世話人
- 仲宗根貞代（社会主義同盟、仲宗根源和の妻）
- 中名生イネ（秋月静枝の夫・中名生幸力の妹)
- 中村志げ（望月桂の義妹）
- 中村みき（中村還一の妻）
- 橋浦はる子（橋浦泰雄・時雄の妹） - 世話人
- 橋浦りく（橋浦時雄の妻）
- 堀保子（堺利彦の先妻の妹で大杉栄の前妻）
- 望月ふく子（アナキスト画家、望月桂の妻）
- 山川菊栄（山川均の妻） - 顧問格
- 吉川和子（吉川守圀の妻）

### 運動と自然解消まで
結成直後の第二回メーデー（1920年5月1日）に畳3分の2くらいの大きさで「赤瀾会」の字を書いた旗と、それよりひとまわり小さな RW （Red Waveの略）のロゴマークの旗（いずれも黒地に赤く縫いつけた）を掲げたデモで華々しく登場した。労働者から大いに注目を浴びたが、警察と大立ち回りを演じて全員検束された。マスコミに大々的に報道されジャーナリズムの恰好のえじきとなり、翌日の新聞各紙で社会面トップ記事に取り上げられた。とくに堺利彦の娘である18歳の堺真柄は、その若さゆえにマスコミの寵児となった。当時の一般人には、メーデーへの参加は検束を覚悟の上のもので、女がデモに参加することなど夢にも考えられなかったからであった。翌年のメーデーのデモでは、全国各地で女性の参加者が見られるようになる。のちに有名となる綱領は、前年、女学校を卒業したばかりの真柄によって書かれた。
会は、活発に街頭活動を行い、以下のように講演、講習を開催。
- 社会主義同盟第二回大会に参加（1920年5月9日、神田の青年会館。開会宣言もしないうちに警察の妨害によって中止、同盟は同月28日に結社禁止命令を受ける）。
- 建設者同盟の講演会（5月14日、同じく青年会館）に九津見房子と仲宗根貞代が参加し講演。
- 翌日、借家人同盟大会参加のため九津見房子と堺真柄で大阪に向かうが、大阪駅で検束され曽根崎署で一泊、大阪立ち退きを条件に釈放。
- メーデーのビラ配布で出版法違反を問われ、罰金四十円をまかなうため6月11日に青年館で婦人問題講演会を主催。事前に配布した女学校や女子大へのビラが問題になり、新聞に文部次官が「取り締まる」と言明する談話が載る。講演会には男性の参加者が多数を占めたが、東京女子高等師範学校、津田英学塾、淑徳女学校、女子高等職業学校、女子高等医学専門学校などの学生も参加したという。講演会そのものは弁士中止を受けることなく無事に終了した。
  - 東京女子高等師範学校在学中の井村ヨリミ（後の安部公房の母、安部ヨリミ）は、この講演会のビラを校内掲示板に貼ったため退学処分となった[2][3]。
- 7月18日から22日まで麹町元園町の赤瀾会事務所で夏期講習会を開催。

社会主義の立場で女性解放思想の普及に努めたが、リーダー格の九津見房子の恋愛による東京からの離脱（8月か9月頃）、高津多代子への弾圧お目出度誌事件（8月31日検束、9月15日再拘引、12月7日に証拠不十分で釈放）、10月12日の軍隊に反戦ビラを配る「暁民共産党事件」（軍隊赤化事件）容疑で堺真柄、仲宗根貞代が収監（12月6日入獄、翌1月9日保釈出獄、1923年出版法違反で禁固4ヶ月が確定し下獄）されるなど、おもなメンバーの離脱・検挙・起訴・投獄によって壊滅状態となり、自然解消に向かうこととなった。

### 新婦人協会との確執
赤瀾会のメンバーは、一足先に発足していた新婦人協会（平塚らいてう、市川房枝、奥むめおらが参加）に対して、強い対抗意識を持っていた。婦人参政権（治安警察法5条改正が当面の課題）実現と花柳病（性病）感染男子との結婚規制という新婦人協会の運動課題はブルジョワ的、中産階級的で、生ぬるいと感じられたからだという。エリート女性進出による男性を見下した参政権論に反発を感じる旨の発言を、メンバーのひとりであった堺真柄（近藤真柄）が『わたしの回想（下）』書き残しており、また山川菊栄は、雑誌『太陽』大正10年7月号で『新婦人協会と赤瀾会』と題する文章を発表し、協会の活動を「労して益なき議会運動」「ブルジョア婦人の慈善道楽」と批判した。現行社会制度の枠の中だけで女性解放を唱えて運動するのは無意味だというのである。

### 日本初の国際女性デー集会
残った会員に新しい会員を加え、1923年3月8日に日本初の国際婦人デー（国際女性デー）International Women's Day　の集会を開催。集会そのものは警察に解散命令を受けるが、社会主義婦人運動はこの日を期して結成された山川菊栄らの八日会に引き継がれた。集会の主催は、形の上では赤瀾会となっているが、実質は八日会であると言ってよい。

## 関連年表
- 1919年11月24日　平塚らいてう、「婦人の団結を望む」と題した講演で、新婦人協会設立の趣旨並に目的を発表。新婦人協会発足。
- 1920年2月21日　東京神田で「新婦人協会第一回演説会」。市川房枝、山田わか、大山郁夫らが演壇に立つ。
  - 3月28日 新婦人協会発会式。宣言と綱領、規約、役員を決定。
  - 4月 『婦人之友』婦人解放号特集
  - 5月1日 日本で初のメーデーに堺為子参加
  - 5月 与謝野晶子が雑誌『女人創造』に『新婦人協会の請願運動』を発表
  - 10月30日 新婦人協会婦人参政演説会
  - 11月18日 新婦人協会広島支部に圧力がかかる
- 1921年2月 伊藤野枝、雑誌『改造』2月号に「中産階級婦人の利己的運動:婦人の政治運動と新婦人協会の運動について」を発表
  - 3月26日 治安警察法5条改正案、44議会貴族院本会議で否決。
  - 4月24日 赤瀾会結成
  - 5月1日 第二回メーデーで赤瀾会の参加者、全員検束される
  - 5月9日 社会主義同盟第二回大会、警察の妨害によって中止
  - 5月14日 建設者同盟の講演会、九津見房子と仲宗根貞代が参加
  - 5月28日 社会主義同盟が結社禁止命令を受ける
  - 6月 伊藤野枝、赤瀾会に関し雑誌『労働運動』に「婦人の反抗」、『改造』に「赤瀾会について」を発表
  - 6月11日 赤瀾会、婦人問題講演会
  - 7月 山川菊栄が雑誌『太陽』7月号に『新婦人協会と赤瀾会』を発表
  - 7月18日～22日 赤瀾会事務所で夏期講習会
  - 8月 新婦人協会の奥むめお、雑誌『太陽』8月号に『私どもの主張と立場』を発表
  - 9月9日 「お目出度誌事件」で赤瀾会会員高津多代子が収監される
  - 10月12日 暁民共産党事件（軍隊赤化事件）
  - 12月6日 暁民共産党事件の容疑で赤瀾会の堺真柄、仲宗根貞代が収監される
  - 12月13日 無産社で赤瀾会の相談会
- 1922年1月9日 堺真柄、仲宗根貞代が保釈出獄
  - 2月17日 新婦人協会の坂本真琴と奥むめお、第45帝国議会審議中の治安警察法改正案成立のため、反対派の貴族院議員・藤村男爵を訪ね談判、法改正への賛同を得る。
  - 3月25日 治安警察法5条2項改正案成立、5月10日公布施行（女性集会の自由獲得）
  - 5月15日 新婦人協会、治安警察法改正の記念演説会開催。
  - 10月17日 新婦人協会婦人参政権演説会
  - 12月8日 新婦人協会の総会、協会の解散を決定
- 1923年2月2日 婦人参政同盟結成
  - 3月8日 第一回国際女性デー演説会、赤瀾会は八日会に改組
  - 3月13日 婦人参政権建議案を初めて衆議院に上程
  - 9月16日 伊藤野枝、夫・大杉栄及び甥・橘宗一らと共に、甘粕正彦大尉率いる憲兵隊に拉致・虐殺される（甘粕事件）。